# Gardhíkion (ort i Grekland)
Gardhíkion (Gardiki) är en ort i Grekland.   Den ligger i prefekturen Fthiotis och regionen Grekiska fastlandet, i den centrala delen av landet, 180 km nordväst om huvudstaden Aten. Gardhíkion ligger 903 meter över havet och antalet invånare är 231.
Terrängen runt Gardhíkion är bergig. Runt Gardhíkion är det mycket glesbefolkat, med 4 invånare per kvadratkilometer. Närmaste större samhälle är Spercheiáda, 15,6 km nordost om Gardhíkion. I omgivningarna runt Gardhíkion växer i huvudsak blandskog.